# 王宗矩
王宗矩（?—?），本名侯矩，易州人，五代十国前蜀将领。前蜀高祖王建养子之一。
天复年间官至夔州刺史，跟随荆南节度使成汭率军援救鄂州，成汭战败逃回。王宗本率军攻打三峡，侯矩举城投降。王建嘉赏他的功劳，任命他为夔州刺史，作为假子，改名王宗矩。